# 赵骏
赵骏（1986年12月12日—），山东济南人，中国国际象棋棋手、特级大师。

## 生平
2004年，17岁的赵骏获得国际象棋特级大师称号。2015年1月，他以8/9的优异成绩获得黑斯廷斯国际象棋公开赛冠军。